# Theodor Francke (Schauspieler)
Theodor Hermann Francke (* 1858 in Kamenz; † 1. Mai 1925 in Dresden) war ein deutscher Schauspieler und Humorist.

## Leben und Wirken
Nach dem Schulbesuch ging er zum Theater, trat als Komiker auf oder übernahm Väterrollen in Stettin und Frankfurt (Oder). Außerdem trat er als Humorist mit öffentlichen Vorträgen auf, zum Beispiel 1924 vor dem Verein für das Deutschtum im Auslande. Zuletzt lebte er in Bad Pyrmont und Dresden, wo er 1925 im Städtischen Krankenhaus starb.